# Словачко-мађарски рат
Словачко-мађарски рат или Мали рат (мађ. Kis háború, слч. Malá vojna), био је рат који се водио од 23. марта до 31. марта 1939. између Словачке Републике и Мађарске у источној Словачкој.

## Позадина
После Минхенског споразума, који је ослабио Чехословачку на западу, мађарске снаге су остале у стању претње на словачкој граници. Они су наводно имали артиљеријску муницију за само 36 сати операција и очигледно су били умешани у блеф, али их је Немачка охрабрила, која би морала да је војно подржи да је много већа и боље опремљена чехословачка војска одлучила да се бори. Чехословачка војска је изградила 2.000 малих бетонских углова дуж границе где год није било веће речне препреке.
Средином 1938. његово министарство је наоружало Раздерану гарду, која је почела да се инфилтрира у јужну Словачку и Карпатску Украјину. Ситуација је сада била на ивици отвореног рата. Са немачке и италијанске тачке гледишта, то би било преурањено и зато су извршили притисак на чехословачку владу да прихвати њихову заједничку арбитражу у Бечу. Дана 2. новембра 1938. донето је углавном у корист Мађарске и обавезао Чехословачку да уступи Мађарској 11.833 км2 јужног дела Словачке, који је био претежно насељен Мађарима (према попису из 1910.). Подела је такође коштала Кошице, други по величини град у Словачкој, а главни град Братиславу је оставила подложним даљем притиску Мађарске.
Прва бечка арбитража није у потпуности задовољила Мађарску, која је извела 22 гранична сукоба између 2. новембра 1938. и 12. јануара 1939. године.
У марту 1939. нова криза погодила је политичку сцену Чехословачке. Председник Емил Хаха разрешио је словачку владу Јозефа Тиса и именовао новог словачког премијера Карола Сидора. Словачка је прогласила независност и затражила да Немачка пружи заштиту од Мађарске, чије су снаге, навео је Рибентроп, окупљајући се на граници, заузеле још више земље. Увече 13. марта 1939. Тисо и Фердинанд Ђурчански су се у Берлину састали са Хитлером, Рибентропом и генералима Валтером фон Браухичем и Вилхелмом Кајтелом. У међувремену, свесна немачког положаја, Мађарска се припремала за акцију на суседној русинској граници. Током поподнева и ноћи 14. марта, Словачки парламент је прогласио независност од Чехословачке. Хаха је Хитлера позвао у Берлин 14. марта 1939. године. Био је приморан до 1:30 наредног дана, након чега су му предочене две опције. Унија са Немачком као протекторатом са номиналном аутономијом или ратом. Хаха је прво одбио, али након што су нацисти запретили да ће бомбардовати Праг у 4 сата ујутро, доживео је срчани удар. Са медицинским особљем поред себе, Хаха је потписао документ којим се оно што је преостало од Чехословачке уједињује са Немачком формирајући Протекторат Чешке и Моравске и обавестио Праг о својој одлуци. Отишао је возом тог дана у Праг, али су Немци намерно успорили воз како би били сигурни да је Хитлер стигао у Праг пре Хахе.
Словачка је била изненађена када је Мађарска признала своју нову државу већ 15. марта. Међутим, Мађарска није била задовољна границом са Словачком и, према словачким изворима, слаби елементи њиховог 20. пешадијског пука и гранична стража одбили су покушај Мађара да заузму брдо 212.9 насупрот Ужгороду. У овом и накнадном гранатирању и бомбардовању пограничних села Њижње Њемецке и Вишње Њемецке, Словачка је тврдила да је претрпела 13 мртвих и одмах је поднела петицију Немачкој, позивајући се на Хитлерово обећање о заштити.
Мађарско министарство спољних послова је 17. марта саопштило Немачкој да Мађарска жели да преговара са Словацима око источне словачке границе под изговором да је постојећа линија само унутрашња чехословачка административна подела, а не призната међународна граница, и да је зато потребно сада дефинисати да је Карпатска Украјина припала Мађарској. Приложена је мапа њиховог предлога која је померила границу за око 10 километара западно од Ужгорода, иза Собранце, а затим је ишла скоро на север до пољске границе.
Мађарска тврдња се делимично ослањала на попис из 1910. године, који је навео да су Мађари и Рутени, а не Словаци, чинили већину у североисточној Словачкој. Поред демографског питања, Мађарска је имала још једну сврху на уму: заштиту Ужгорода и кључне пруге за Пољску уз реку Уж, која је била у видокругу садашње словачке границе. Стога је одлучила да помери границу назад на безбедну удаљеност иза западног слива долине Уж.
Немачка је Мађарској и Словачкој ставила до знања да ће пристати на такву ревизију границе. Дана 18. марта словачки лидери, у Бечу на потписивању Уговора о заштити, били су приморани да то прихвате, а Братислава је наредила словачким цивилним и војним властима да се повуку. Сви остали потенцијални мађарски захтеви требало је да буду незаконити у Словачкој.
Мађарска је била свесна да је Словачка 18. марта потписала споразум којим се гарантују границе Словачке и да ће он ступити на снагу када га Немачка потпише. Стога је одлучила да одмах делује како би искористила неорганизовану словачку војску, која се још није у потпуности консолидовала. Тако су мађарске снаге у западној Карпатској Украјини почеле да напредују са реке Уж у источну Словачку у зору 23. марта, неких шест сати пре него што је Рибентроп потписао Уговор о заштити у Берлину.

## Рат

### Копнени рат
У зору 23. марта 1939. Мађарска је изненада напала Словачку са Карпатске Украјине, са упутствима да се „настави што даље на запад“. Мађарска је напала Словачку без објаве рата, ухвативши словачку војску неспремну јер су многи словачки војници били у транзиту из чешке области и још нису стигли до својих словачких јединица. Чешки војници су напуштали нову Словачку, али су многи од њих након мађарског напада одлучили да остану у својим бившим јединицама у Словачкој.
На северу, насупрот Стакчина, мајор Матејка је окупио пешадијски батаљон и две артиљеријске батерије. На југу, око Михаловца, Штефан Хашик, резервни официр и локални секретар Словачке народне партије, окупио је групу од око четири пешадијска батаљона и неколико артиљеријских батерија. Даље на запад, на фронту Кошице – Прешов (на коме је Мађарска држала пешадијску бригаду) мајор Шивица је окупио трећу словачку концентрацију. Иза, једна коњичка група и неколико тенкова су бачени заједно на Мартин, а артиљеријски одреди су се спремали код Банске Бистрице, Тренчина и Братиславе. Међутим, немачко мешање је пореметило или паралисало њихово кретање, посебно у В корпусу. Словачка одбрана је била везана, пошто су мађарске анексије претходне јесени пребациле једину железничку линију за Михаловце и Хумење у Мађарску, чиме су одложена сва словачка појачања.
Мађарске трупе брзо су напредовале у источну Словачку, што је изненадило и Словачку и Немачку. Упркос конфузији изазваној ужурбаном мобилизацијом и акутним недостатком официра, словачке снаге у Михаловцу су се удружиле довољно да покушају да изврше контранапад до следећег дана. То је углавном било због чешког мајора Кубичека, који је преузео команду од Хашика и почео да се боље сналази у ситуацији. Пошто су били базирани на широко доступном цивилном камиону, убрзо су пронађени резервни делови за поправку пет саботираних ОА-30 оклопних аутомобила у Прешову, а у Михаловце су стигли 24. марта у 05:30. Њихове чешке посаде заменили су тимови словачких сигналиста из других техничких оружаних снага. Одмах су упућени у извиђање Будковца, једно 15 километара јужно од Михаловца, али није могао да нађе никакав траг о Мађарима.
Словаци су одлучили да крену у контранапад према истоку, где се знало да је најнапреднија мађарска испостава око 10 километара далеко код Завадке Оклопна возила која су се кретала на путу су гађала Мађаре са фронта, док је словачка пешадија радила око њихових бокова. Убрзо су натерали много бројније Мађаре да се повуку од Завадке ка њиховој главној линији на реци Окна, непосредно испред Њижне Рибњице.
Оклопна возила су наставили низ пут мало поред Завадке, док се словачка пешадија раширила и почела да се распореди на фронту неких 4 километара са обе њихове стране, између села Убреж и Вишње Ревиштија. Пешадија је први пут дошла под ватру мађарске артиљерије приликом заузимања Убрежа, северно од пута. У 23:00 почео је општи напад на главну мађарску линију код Нижње Рибњице. Мађарски одговор је био жесток и ефикасан. Словаци су напредовали преко отвореног терена на километар од реке Окне када су почели да пуцају из мађарске пољске и противтенковске артиљерије.
Један оклопни аутомобил је погођен у мотор и морао је да буде повучен, а други је избачен на сред пута противоклопним топом калибра 37 мм. Пешадија, која није била упозната са својим новим официрима, прво је пала на земљу, а затим почела да се повлачи, што је убрзо прерасло у панику која се за неке није могла зауставити пре Михаловца, 15 километара назад. Оклопна возила су својим митраљезима покривала пешадију у повлачењу да би спречили сваку могућу мађарску потеру.
Касно 24. марта, још четири оклопна аутомобила ОА-30 и три лака тенка Панцер 35 и један противтенковски топ од 37 мм стигли су у Михаловце из Мартина да би нашли потпуну забуну. Почетком 25. марта кренули су на исток, понекад заустављајући пешадију у повлачењу пуцајући преко њихових глава, чиме су обезбедили поновну окупацију свуда до старе линије Убреж – Вишње Ревиштија, коју Мађари нису заузели. Међутим, противтенковска секција је грешком прошла поред нокаутираних оклопних аутомобила и налетела право на мађарску линију, где је заробљена.
До сада су елементи 41. пешадијског пука и батерија 202. брдског артиљеријског пука почели да стижу до Михаловца, а Кубичек је за подне планирао велики контранапад, који ће предводити тек пристигли тенкови и оклопна возила. Међутим, немачки притисак је довео до прекида ватре пре него што је могао да уђе.
Дана 26. марта почели су да пристижу остатак 202. брдског артиљеријског пука и делови 7. и 17. пешадијског пука. Сада је било око 15.000 словачких војника у Михаловцу и око њега, али чак и са овим појачањима, други контранапад није имао много боље изгледе за успех од првог, јер су бројнији и кохезивнији Мађари били добро укопани и имали су више него довољно 37 мм противтенковских топова да се ефикасно носе са три модерна лака тенка која су представљала једину малу предност коју су поседовали Словаци.

### Ваздушни рат

#### Словачко ваздухопловство
После поделе Чехословачке подељено је и шест пукова бившег чехословачког ваздухопловства. Језгро овог ваздухопловства на словачкој територији чинио је 3. ваздухопловни пук Милана Растислава Штефаника, који је био под контролом словачког Министарства одбране. Међутим, официри, искусни пилоти и ваздухопловни стручњаци били су углавном Чеси.
Пре 14. марта, Словачко ваздухопловство (слч. Slovenské vzdušné zbrane) имало је око 1.400 припадника. После поделе, Словачкој је остало само 824 припадника. Повратне посаде из окупираног Протектората Чешке и Моравске само су полако појачавале новонастало Словачко ваздухопловство. Тактичка ситуација је била најкритичнија у источној Словачкој, на аеродрому Спишка Нова Вес. Две борбене ескадриле на том аеродрому имале су само девет пилота, а у седишту аеродрома била су само три официра. Такође, ситуација је постајала све критичнија како су се мађарски напади повећавали. Многи пилоти који су летели заједно су тада били из различитих делова Словачке и нису имали времена да заједно тренирају, што их је довело у изразито неповољан положај у односу на припремљене и комплетне мађарске ескадриле.
Најбољи словачки борбени авион тог времена био је чешки Авија Б-534.
Окупација аеродрома Спишка Нова Вес 22. марта 1939:
| Ескадрима                     | Авиони                          | Посада               |
| ----------------------------- | ------------------------------- | -------------------- |
| 49. (ловци), део II/3 крила   | 10 × Авија Б-534                | 5 пилота             |
| 12. (патроле), део II/3 крила | 5 × Аеро Ап.32, 5 × Летов Ш-328 | 9 пилота, 6 стражара |
| 13. (патроле), део II/3 крила | 10 × Летов Ш-328                |                      |
| 45. (ловци), део III/3 крила  | 10 × Авија Б-534                | 7 пилота             |

Остали елементи 3. ваздухопловног пука Милана Растислава Штефаника били су на аеродромима у Вајнорима, Пјешћанима, Њитри, Жилини и Три Дубију. Међутим, недостатак пилота је у великој мери ометао његову ефикасност. Неке посаде из Пјешћана и Жилине су послате да подрже Спишку Нову Вес. У том стању, словачко ваздухопловство је морало да подржава копнене јединице у борби и да омета мађарско снабдевање. Да би то урадили, морали су да лете ниско и, пошто нису имали оклоп, постали су лака мета мађарске артиљерије или чак војника копнених јединица.

#### Мађарско краљевско ваздухопловство
Мађарска је концентрисала своја ваздушна средства на циљеве у источној Словачкој:
| Јединица                   | Авиони         | Локација |
| -------------------------- | -------------- | -------- |
| 1/1 ловачка ескадрила      | 9 × Фиат CR.32 | Ужгород  |
| 1/2 ловачка ескадрила      | 9 × CR.32      | Мишколц  |
| 1/3 ловачка ескадрила      | 9 × CR.32      | Чоп      |
| 3/3 бомбардерска ескадрила | 6 × Ју-86К-2   | Дебрецин |
| 3/4 бомбардерска ескадрила | 6 × Ју-86К-2   | Дебрецин |
| 3/5 бомбардерска ескадрила | 6 × Ју-86К-2   | Дебрецин |
| VII извиђачка ескадрила    | 9 × ВМ-21      | Мисколц  |
| VI извиђачка ескадрила     | 9 × ВМ-21      | Дебрецин |

Најбољи авион у Мађарском краљевском ваздухопловству био је ловац Фиат CR.32. Његов мотор је био мање моћан од мотора Словачке Авије, па су мађарски пилоти покушавали да се боре на хоризонталним нивоима, док су Словаци покушавали да преведу борбу у вертикалну раван. Фијатима би се могло боље управљати, посебно ако би Авије летели са бомбама испод крила, што их је чинило неспретнијим. Фиат CR.32 је имао боље митраљезе.

#### Борба
Мађарско краљевско ваздухопловство извршило је 15. марта темељно ваздушно извиђање источне Словачке. Сутрадан су мађарске ескадриле премештене на аеродроме ближе границама Словачке и стављене у стање приправности.
Ујутро 23. марта, две словачке патролне ескадриле које су деловале из Спишке Нове Веси тражиле су непријатеља, али мисије још нису биле координисане са копненим јединицама. Касније тог дана, словачки штаб је издао наређење за комплетно ваздушно извиђање свих области. Патроле су уочиле широко кретање Мађара на територији Словачке. У 13 часова упућен је лет три извиђачка авиона Летов Ш-328 у напад на непријатеља у рејону Улича, Убља и Великог Березњог. Мисија је пропала након што пилоти нису могли да идентификују непријатеља због магле. Касније се испоставило да су то били Мађари који су се доселили из Убља у Колоњицу.
Још две ловачке ескадриле од три Б-534 су затим послате на мисије. Први су открили мађарске трупе на железничкој станици у Уличу и у нападу уништили артиљерију и други материјал. Други, такође упућен Уличу, успешно је уништио неколико мађарских возила и оштетио више опреме, али је један авион оборен, а његов пилот Јан Светлик погинуо. Још једна словачка ескадрила је послата у то подручје, овог пута да подржи словачке копнене јединице. Наишао је на ватру мађарског митраљеза, а још један Б-534 је оборен. Пилот је успео да слети, али је преминуо неколико минута касније. Авион су потом уништили словачки војници. Два друга Б-534 напала су мађарске трупе и, тешко оштећена и без муниције, вратила се у Спишку Нову Вес. Последњу словачку мисију од 23. марта чинио је један Ш-328, који је код Собранца уништио непознат број мађарских тенкова и возила. Његов пилот је повређен и морао је да слети код Секчовица. Словачки пилоти тог дана нису наишли на мађарско ваздухопловство.
Првог дана словачко ваздухопловство је претрпело уништење два Б-534, још четири тешко оштећена, а два пилота погинула. Али то је помогло у успоравању мађарског напредовања и нанело значајну штету. Следећег дана ситуација се брзо променила.
Ујутро 24. марта, једна ескадрила од три Б-534 полетела је да подржи словачке јединице у Вишне Ремети. Након што су стигли у то подручје, изненадила су их три мађарска Фиата CR.32, а два словачка авиона су оборена, са једним погинулим пилотом. У 07:00, шест Б-534 из Пјешћана је слетело у Спишску Нову Вес; тројица су потом кренула у подршку пешадији код Собранца. Два су оборена, а један словачки пилот је заробљен.
У близини Михаловца, девет мађарских ловачких авиона оборило је три Б-534, који су покривали три летова Ш-328 док су бомбардовали мађарску пешадију. Један Ш-328 је такође оборен, а пилот погинуо. Други је морао да слети због механичких проблема. Из формације шест авиона само се један вратио у Спишку Нову Вес.

#### Бомбардовање Спишке Нове Веси
Истог дана, 24. марта, Мађарско краљевско ваздухопловство је бомбардовало и Спишку Нову Вес, која је била база свих словачких ваздушних операција. 36 бомбардера је подржавало 27 ловаца додељених мисији, али лоша организација, неисправна навигација, механички проблеми и промене у последњем тренутку довели су до тога да је само око 10 бомбардера учествовало у нападу.
Пошто је Словачкој недостајао систем раног упозорења, Мађари су затекли одбрану аеродрома неспремном. Противваздушни топови су били без посаде и муниције. Већина мађарских бомби промашила је базу ваздушних операција, али је неколико погодило аеродром, складиште, хангар, циглану и двориште касарне. Многе бомбе су пале у блато и нису експлодирале.
Иако су бомбардери оштетили шест авиона и неколико зграда, њихова мисија није била у потпуности успешна, пошто је аеродром наставио да ради до краја сукоба.
Дана 27. марта, сахрањено је 13 жртава бомбардовања, међу којима су и цивили, што је изазвало интензивно антимађарско расположење.
Једини губитак мађарског ратног ваздухопловства у целом сукобу био је ловац Фиат, случајно оборен од стране мађарске артиљерије. После бомбардовања Спишке Нове Веси, мајор Јан Амбруш је стигао тамо 25. марта да организује осветнички ваздушни напад на Будимпешту, али је рат завршен пре него што је то могло да се изведе.

#### Губици
- Укупно: 807 жртава са обе стране, 81 убијен (30 војника и 51 цивил), 55+ рањених (непознато), 671 заробљених, (сви Чеси / Словаци, 46,3% Чеси 53,7% Словаци).
- Мађари: 23 убијена (8 војника, 15 цивила), 55 рањених, ниједан заробљен
- Словаци: 48 убијених (22 војних и 36 цивила), непознато рањених, 671 заробљених (360 Словака и 311 Чеха из Чешке и Моравске).

## Последице
Словачка је потписала уговор о заштити са Немачком, која је прекршила уговор одбијајући да помогне земљи. Немачка није подржала Словачку ни током словачко-мађарских преговора почетком априла. Као резултат тога, споразумом потписаним 4. априла у Будимпешти, Словачка је била принуђена да Мађарској уступи део источне словачке територије (1.697 км2, 69.930 становника, 78 општина), што данас одговара области око градова Стакчин и Собранце. У рату је погинуло 36 словачких држављана.
Тврдње две стране биле су контрадикторне. У то време, Мађарска је најавила заробљавање четири лака тенка и оклопног аутомобила, али ниједан словачки лаки тенк никада није ступио у акцију, а медаља је додељена човеку који је у ноћи извукао један нокаутирани оклопно возило са ничије земље. С друге стране, Мађари су сигурно заробили најмање један лаки тенк ЛТ вз.35 и једно оклопно возило ОА-27 у марту. Контрадикције се могу приписати комбинацији ратне магле, пропаганде и конфузије између мађарских заробљавања у Карпатској Украјини и источној Словачкој.
Словачке жртве су званично регистроване као 22 мртва, сви су именовани. Мађарска је 25. марта објавила своје губитке као 8 мртвих и 30 рањених. Два дана касније дала је цифру од 23 мртва и 55 рањених, укупан број који може укључивати њихове раније губитке на окупацији Карпатске Украјине. Такође је известило да је у њему држано 360 словачких и 311 чешких заробљеника. Многи Словаци су вероватно припадали двема четама које су наводно биле изненађене како спавају у касарни у првим минутима инвазије. Чеси су били заостали из гарнизона Карпатске Украјине.